# 추체외로 증상
추체외로 증상(錐體外路症狀, Extrapyramidal symptoms, EPS), 또는 추체외로 부작용(錐體外路副作用, Extrapyramidal side effects, EPSE)은 약물 유발 운동 장애로, 급성 및 지연성 증상이 있다.

## 전조 증상
- 근육긴장이상 (dystonia)

불수의적인 근육 수축 및 경련
- 좌불안석 (akathisia)
- 파킨슨증 (parkinsonism)

경직, 진전, 운동완만 등
- 완서증 (bradykinesia)
- 진전 (tremor)
- 지연성 운동장애 (tardive dyskinesia)

불수의적, 비정상적 운동. 주로 혀와 얼굴 등에 불수의적인 무도아테토이드 운동

## 원인
주로 정형 항정신병제제를 투여하는 경우 발생한다. 비정형적 항정신병제제를 투여하는 경우 추체외로 증상을 덜 일어나지만, 용량이 더 늘릴 때마다 발생이 증가할 수 있다.

## 치료
약물을 중단하면 증상이 없어질 수 있다. 항콜린성 제제를 투약하거나 베타차단제를 투약할 수 있다.